# AsR
AsR（エーエスアール）は、高橋直純と小森まなみの声優ユニット（歌って踊れる）である。

## 経歴
- ユニット名は「Assemble Resolution（2つの集合した決意）」を示す。
- ゲーム「キューブバトラー」がきっかけで、1996年に結成。2001年3月に活動停止。
- AsR内での役割は小森が作詞を全曲手掛け、高橋が作曲を半分手掛けている。
- 2004年12月25日に名古屋市公会堂で開催された「mamiのRADIかるコミュニケーション 20th Anniversary “Dream Power Party X”」で、一夜限りの復活を果たす。「Ready Steady Go！」「YELLを君に！（小森の曲）」を歌い上げる（高橋直純の復帰直後なので、2曲で終わったが）。スターチャイルドレコード所属。
- 「君のイナイ季節」「夏色の翼」「Ready Steady Go!」は高橋も自身のアルバムでセルフカバーしている。
- 「REVOLUTION」は元々はテレビアニメ「神風怪盗ジャンヌ」キャラクターソングで、高橋が同作品で演じる水無月大和が「REVOLUTION〜まろんのために〜」としてソロで歌った楽曲をその後すぐAsRでセルフカバーした楽曲である。

## ディスコグラフィー

### シングル
1. Never Surrender
  1. Never Surrender
  2. 君のイナイ季節
  3. Never Surrender（off vocal version）
  4. 君のイナイ季節（off vocal version）

1998年4月24日
2. 夏色の翼
  1. 夏色の翼
  2. REVOLUTION
  3. 夏色の翼（off vocal version）
  4. REVOLUTION（off vocal version）

1999年7月23日

### アルバム
- AsR Selection

1. Come on the HERO!
  - 作詞：小森まなみ、作曲・編曲：Lake Davis Jr.
  - セガサターン用ゲーム『キューブバトラー デバッガー翔編』テーマソング
2. あした元気になあれ（AsR Special Edition）
  - 作詞：小森まなみ、作曲：高橋直純、編曲：飯塚昌明
3. Never Surrender
  - 作詞：小森まなみ、作曲・編曲：Lake Davis Jr.
4. 君のイナイ季節
  - 作詞：小森まなみ、作曲：高橋直純、編曲：Lake Davis Jr.
5. Ready Steady Go!
  - 作詞：小森まなみ、作曲：高橋直純、編曲：池間史規
6. 夏色の翼
  - 作詞：小森まなみ、作曲：高橋直純、編曲：池間史規
  - ラジオ「小森まなみのPop'n!パジャマRV」エンディングテーマ
7. REVOLUTION
  - 作詞：小森まなみ、作曲：高橋直純、編曲：池間史規・高橋直純
  - テレビアニメ「神風怪盗ジャンヌ」キャラクターソングへの提供曲
8. Come on the HERO!（Version M）
  - 作詞：小森まなみ、作曲：Lake Davis Jr.、編曲：飯塚昌明
  - セガサターン用ゲーム『キューブバトラー デバッガー翔編』イメージソング
9. 君がそばにいれば（AsR Version）
  - 作詞：小森まなみ、作曲・編曲：池間史規
  - ラジオ「小森まなみの君がそばにいれば」オープニングテーマ
10. じゃあまたね
  - 作詞：小森まなみ、作曲・編曲：池間史規
11. Special Present track